# Podvónik №18
Podvónik №18 war ein bulgarisches U-Boot vom Typ UB I, das als UB 8 (auch SM UB 8) von der Kaiserlichen Marine während des Ersten Weltkrieges in Dienst gestellt und 1916 an Bulgarien übergeben wurde. Als Podvónik №18 (bulg. Подводник №18, dt. U-Boot Nr. 18) war es das erste U-Boot der bulgarischen Marine.

## Bau und technische Daten
Als letztes der acht auf der Germaniawerft gebauten UB-I-Boote erfolgte die Kiellegung von UB 8 unter der Baunummer 246 am 4. Dezember 1914 in Kiel, der Stapellauf im April 1915. Das Einhüllenboot war 28,1 Meter lang, 3,15 Meter breit und hatte einen Tiefgang von 3,0 Metern. Die Verdrängung betrug über Wasser 127 Tonnen und unter Wasser 142 Tonnen. Es war ausgerüstet mit einer Antriebswelle, einem 45-kW-Daimler-Dieselmotor und einem 89-kW-Elektromotor für die Unterwasserfahrt. Es erreichte über Wasser eine Geschwindigkeit von 6,5 kn (12 km/h), unter Wasser 5,5 kn (10,2 km/h) und eine Tauchtiefe von 50 Meter. Die Reichweite betrug bei fünf Knoten Überwasserfahrt 1650 Seemeilen, bei vier Knoten Unterwasserfahrt 45 Seemeilen. Die Besatzung bestand aus einem Offizier und 13 Mannschaften.
UB 8 war mit zwei Bugtorpedorohren und zwei 45-cm-Torpedos sowie einem 7,92-mm-MG 08 bewaffnet. 1916 wurde das Maschinengewehr gegen ein britisches 3,7-cm-Geschütz ausgetauscht.

## Geschichte

### Dienst in der Kaiserlichen Marine
Nach Fertigstellung des Bootes wurde es in Sektionen zerlegt und per Eisenbahntransport an die Adria zum österreich-ungarischen Kriegshafen Pola transportiert. Nach dem erneuten Zusammenbau sollte es mit UB 7 der österreichisch-ungarischen Marine zur Verfügung gestellt werden. Die Übergabe hatte sich zwischenzeitlich erübrigt und das Boot wurde am 23. Mai 1915 unter deutschem Kommando, aber aus Tarngründen unter österreichischer Flagge in Dienst gestellt, da sich das Deutsche Reich zu diesem Zeitpunkt noch nicht mit Italien im Krieg befand.
Das Boot unter dem Kommando von Oberleutnant Ernst von Voigt wurde zunächst der U-Flottille Mittelmeer und mit der ersten Fahrt nach Konstantinopel zur Halbflottille Konstantinopel überführt: Während der Überführungsfahrt versenkte das Boot am 29. Mai 1915 in der Ägäis das britische Passagierschiff Merion, das die Royal Navy als Attrappe für den Schlachtkreuzer Tiger einsetzte.
Unter dem Kommando von Ernst von Voigt führte UB 8 insgesamt 14 Feindfahrten durch. Diese führten von Konstantinopel, ab Oktober 1915 von Warna und Euxinograd in Bulgarien zunächst in die Ägäis, ins Marmarameer sowie ins Schwarze Meer. Dabei versenkte das Boot am 9. September 1915 mit Geschützfeuer drei, am 11. September einen vierten russischen Segler. Weitere gezielte Einsätze gegen feindliche U-Boote und russische Zerstörer blieben ohne Ergebnisse.
Am 23. Januar 1916 begann auf UB 8 die Schulung bulgarischen Marinepersonals, da das Boot mit UB 7 an die bulgarische Marine übergeben werden sollte. Zwischen den Schulungen lief das Boot weiter zu Feindfahrten aus, um Ende Januar einen erwarteten russischen Angriff abzuwehren und Anfang Februar eine Aufklärungsfahrt durchzuführen. Die letzte Fahrt unter deutschem Kommando fand vom 7. Mai bis 15. Mai nach Sewastopol statt und blieb ebenfalls ohne Ergebnis. Anschließend wurde UB 8 außer Dienst gestellt.

### Podvónik №18der bulgarischen Marine
Am 25. Mai 1916 übernahm die bulgarischen Marine das Boot, das an diesem Tag in Anwesenheit von Prinz Kyrill und Prinz Boris von Turnovo in Euxinograd die Bezeichnung Podvónik №18 erhielt. Zur ersten Feindfahrt lief das Boot am 4. Juli 1916 aus, die als Aufklärungsfahrt über Schabla bis Mangalia in Rumänien durchgeführt wurde. Das Boot wurde in der Folgezeit vornehmlich für Aufklärungsfahrten eingesetzt, die entlang der Halbinsel Kaliakra, Mangalia nach Constanța stattfanden, anschließend nach Süden über Burgas und Sosopol und von dort zurück nach Warna führten.

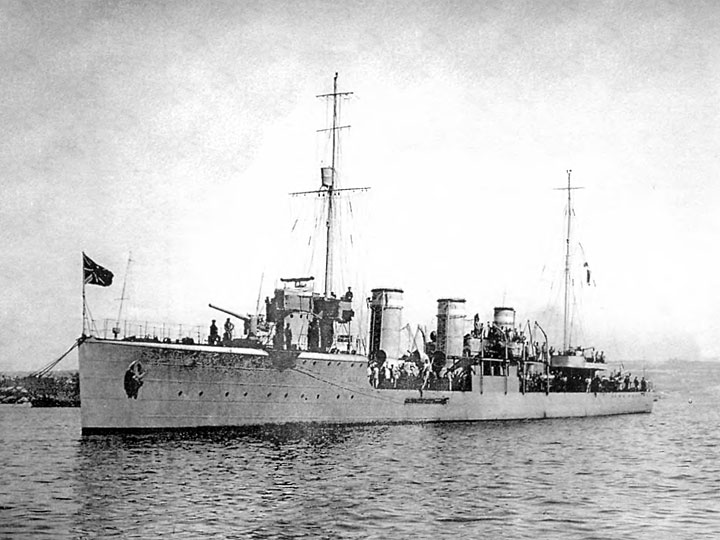
Die Bystryi zwischen 1915 und 1917

Als das Boot am 12. August 1916 vor Baltschik eintraf, führte seine Anwesenheit zum Abbruch des russischen Beschusses der Stadt und zum Rückzug der russischen Schiffe. Am 6. September 1916 sichtete die Podvónik №18 die beiden russischen Zerstörer Bystryi und Gromkiy, konnte sie aber aufgrund der höheren Geschwindigkeit der Zerstörer nicht einholen und angreifen.
Nach der russischen Oktoberrevolution von 1917 wurden die Aktivitäten eingeschränkt. Das Boot unternahm noch sieben Feindfahrten und entging dabei nur durch Zufall der Versenkung. Aufgrund eines Schadens an Podvónik №18 übernahm das deutsche Boot UB 45 einen Einsatz und lief am 6. November aus Warna aus. UB 45 lief dabei zwischen Kap Ekrene und dem Aladscha-Kloster auf eine russische Mine und sank, wobei 14 der 19 Besatzungsmitglieder starben.
Nach dem Krieg wurde das Boot am 25. Februar 1919 an Frankreich ausgeliefert. Es wurde nach Bizerta geschleppt und dort im August 1921 abgewrackt.